# Анастасия Димитрова
Вижте пояснителната страница за други личности с името Анастасия Димитрова.
Анастасия Димитрова е първата българска светска учителка от епохата на Възраждането.

## Биография
Родена е в Плевен на 12 май 1815 г. Дете на бедни родители, майка ѝ е прислужница в дома на врачанския епископ Агапий. Отначало учи при своята благодетелка, майката на епископа. По-късно продължава образованието си в Калоферския девически манастир (1840 – 1841). Обучава се не само при калугерките, но и при учители като Ботьо Петков, Райно Попович, Брайко Генович (до 1839 г.). Изучава история, география, аритметика, граматика.
През октомври 1841 г. открива в родния си град Плевен първото светско девическо взаимно училище, което се издържа от Агапий. Възпитаничките ѝ усвояват и гръцки. През 1845 г. при Анастасия Димитрова учат около 90 момичета от Плевен, Ловеч, Троян, Търново, Враца и др. Завършилите училището девойки стават учителки или откриват нови взаимни училища в други градове – Свищов, Враца, Ловеч.
След като се омъжва (1852), Анастасия Димитрова напуска училището. Тя, както и бившата ѝ ученичка Мита Гегова, преподава частно в дома си на около 10 девойчета. Посвещава на педагогическа дейност повече от 50 г. от живота си.
Докато някои от новосъздадените светски девически училища възникват по почин на гражданите или на отделни просветни дейци, във Враца и по други места ученичките на Анастасия Димитрова сами раздвижват и тласкат напред девическото образование. Такава енергична учителка и една от първите ревнителки на девическото образование във Враца и страната е Цвета (Кета) Кръстенякова. Други ученички на Анастасия Димитрова също откриват девически училища, сред тях Парашкева Нейкова – в Ловеч, а Пелагия – в Свищов. През 1858 г. Сава Филаретов отваря първото девическо училище в София.
Твърде набожна, Анастасия Димитрова отива на поклонение в Йерусалим, където приема монашество под името Ана и скоро след това умира.

## Памет
На Анастасия Димитрова е наречена улица в жилищен комплекс „Овча купел“ в София (Карта).
На нейно име е наречено и едно средно училище в родния ѝ град Плевен.